# Тейлор, Томас (ботаник)
То́мас Те́йлор (англ. Thomas Taylor, 1786—1848) — ирландский ботаник-криптогамист и лихенолог.

## Биография
Родился 10 мая 1786 года на лодке на реке Ганг первым ребёнком в семье богатого работника Британской Ост-Индской компании Джозефа Ирвина Тейлора (1765—1811) и его супруги, индианки Пур Бегум. Около 1793 года прибыл в Ирландию для обучения во Французской школе в Корке. В 1807 году окончил дублинский Тринити-колледж со степенью бакалавра, в 1814 году получил степень доктора медицины.
6 сентября 1809 года Томас Тейлор женился на своей двоюродной сестре Хэрриет, как и он, родившейся в Индии и обучавшейся в Ирландии.
С 1813 года Тейлор был членом Лондонского Линнеевского общества, также он состоял членом Королевской Ирландской академии.
До 1820 года Тейлор работал врачом в Больнице Сэра Патрика Дана в Дублине, затем стал преподавать в Королевском Коркском научном институте. Впоследствии продолжал заниматься врачеванием.
Скончался 4 февраля 1848 года от лихорадки.

## Некоторые научные публикации
- Taylor, T. De Marchanteis (неопр.) // Transactions of the Linnean Society of London. — 1836. — Т. 17, № 3. — С. 375—395.

## Роды растений, названные в честь Т. Тейлора
- Tayloria Hook., 1816, nom. nov.